# Ananas monstrosus
Ananas monstrosus är en gräsväxtart som först beskrevs av Élie Abel Carrière, och fick sitt nu gällande namn av Lyman Bradford Smith. Ananas monstrosus ingår i släktet Ananas och familjen Bromeliaceae. Inga underarter finns listade i Catalogue of Life.

## Bildgalleri

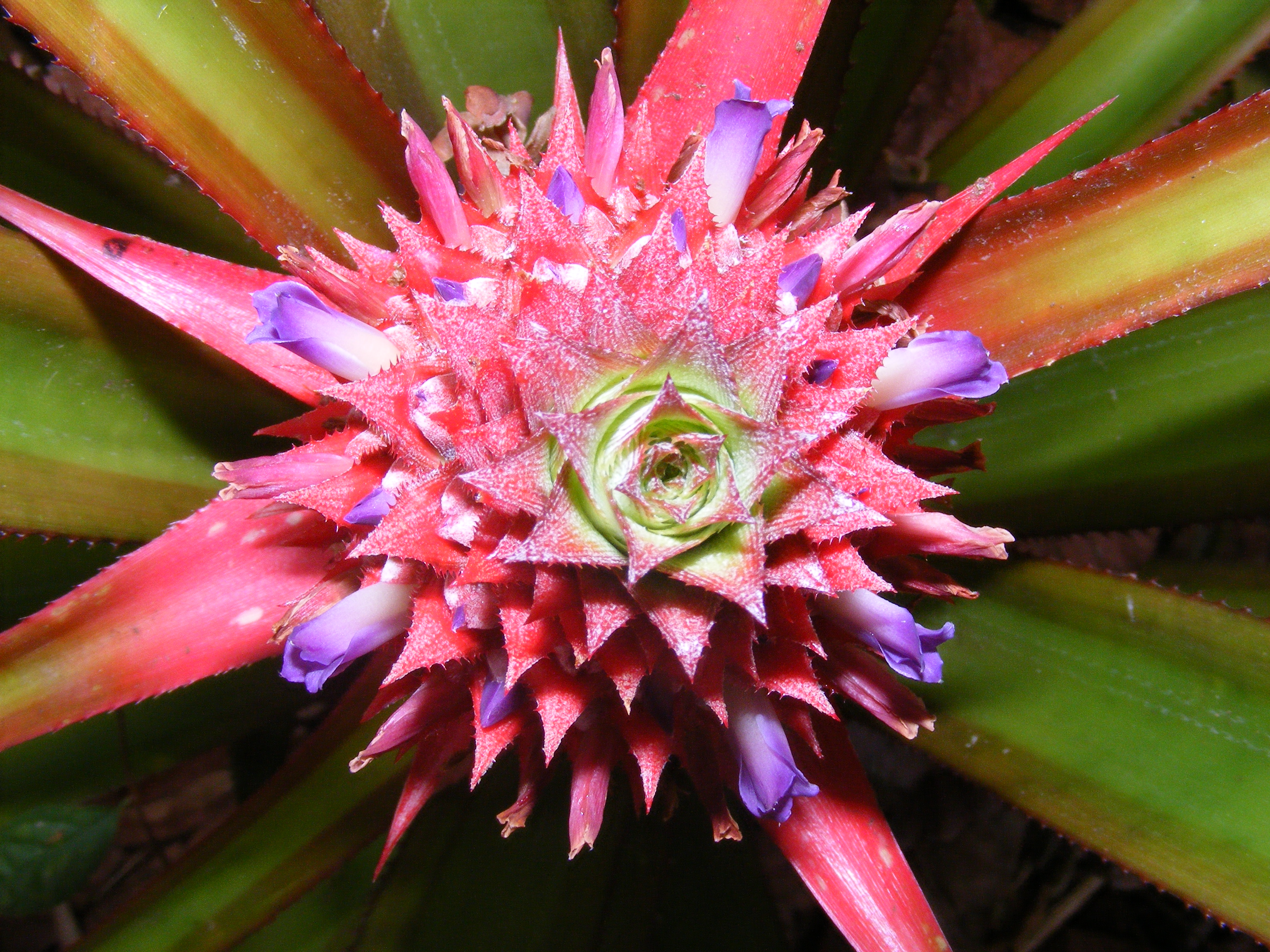
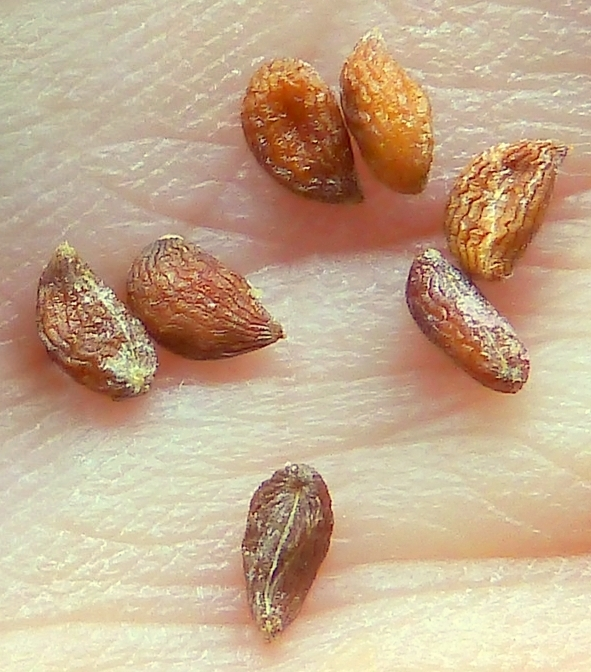
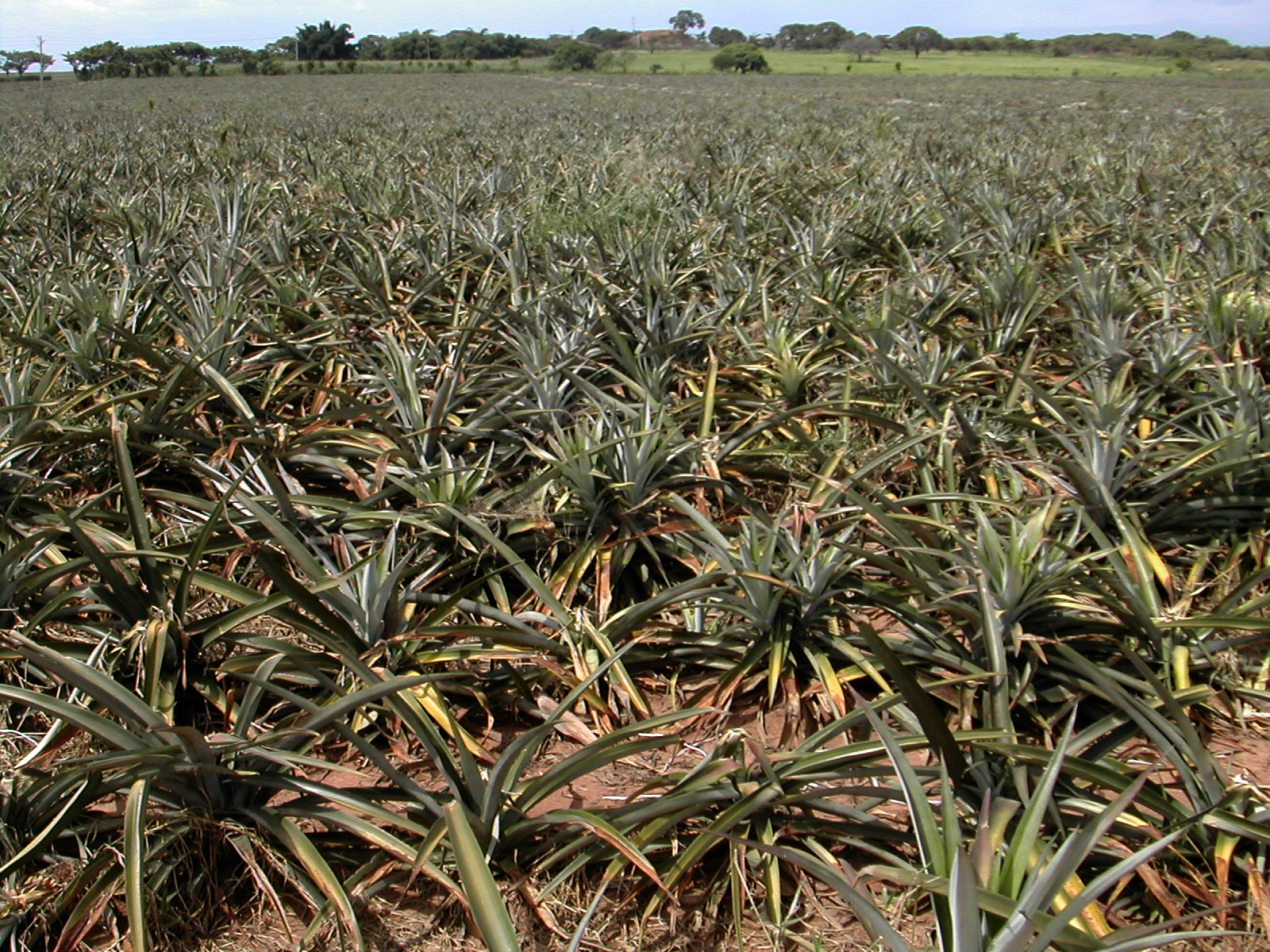